# 小さな竹の橋で
小さな竹の橋で（ちいさなたけのはしで、On a Little Bamboo Bridge）は、アメリカ合衆国の楽曲。

## 概要
作詞：アーチー・フレッチャー、作曲：アル・シャーマン。
曲調はハワイ民謡風だが、ペンシルベニア州出身の作詞者とロシア系ユダヤ人の作曲者によりニューヨークのティン・パン・アレーで制作されたハパ・ハオレ・ソングである。
1937年にハワイの音楽家アンディ・アイオナとルイ・アームストロングがコラボしてヒットした。クレジットは「Louis Armstrong With Andy Iona And His Islanders」。
日本では「小さな竹の橋で」（訳詞：門田ゆたか）の邦題で知られ、ディック・ミネや大橋節夫、日野てる子、石原裕次郎など数多くのカバーが存在する。

## 替え歌
「元祖天才バカボン フラダンスの犬なのだの巻」で「薄らとんかち〜」と歌う替え歌が用いられた。